# Tomești (Iași)
Tomești è un comune della Romania di 12 337 abitanti, ubicato nel distretto di Iași, nella regione storica della Moldavia.
Il comune è formato dall'unione di 4 villaggi: Chicerea, Goruni, Tomești, Vlădiceni.
Dal 2004 il comune fa parte della Zona Metropolitana di Iași.
Il Monastero di Vlădiceni è il primo insediamento monacale conosciuto, costruito nel 1415. La chiesa è stata oggetto di numerose ristrutturazioni e restauri.